# Verdammnis (Roman)
Verdammnis ist der zweite Band einer dreibändigen Reihe von Kriminalromanen des schwedischen Autors Stieg Larsson, die zwischen 2005 und 2007 postum unter dem Titel Millennium-Trilogie veröffentlicht worden sind. Der Thriller erschien 2006 auf Schwedisch unter dem Titel Flickan som lekte med elden (dt. „Das Mädchen, das mit dem Feuer spielte“) und wurde in verschiedene Sprachen übersetzt. Eine englische Fassung erschien unter dem Titel The Girl Who Played with Fire (dt. „Das Mädchen, das mit dem Feuer spielte“). Die deutsche Erstausgabe, übersetzt von Wibke Kuhn, erschien 2007 im Heyne Verlag, ebendort 2010 eine Taschenbuchausgabe. Weltweit wurden über 31 Millionen Exemplare der Trilogie verkauft.

## Inhalt

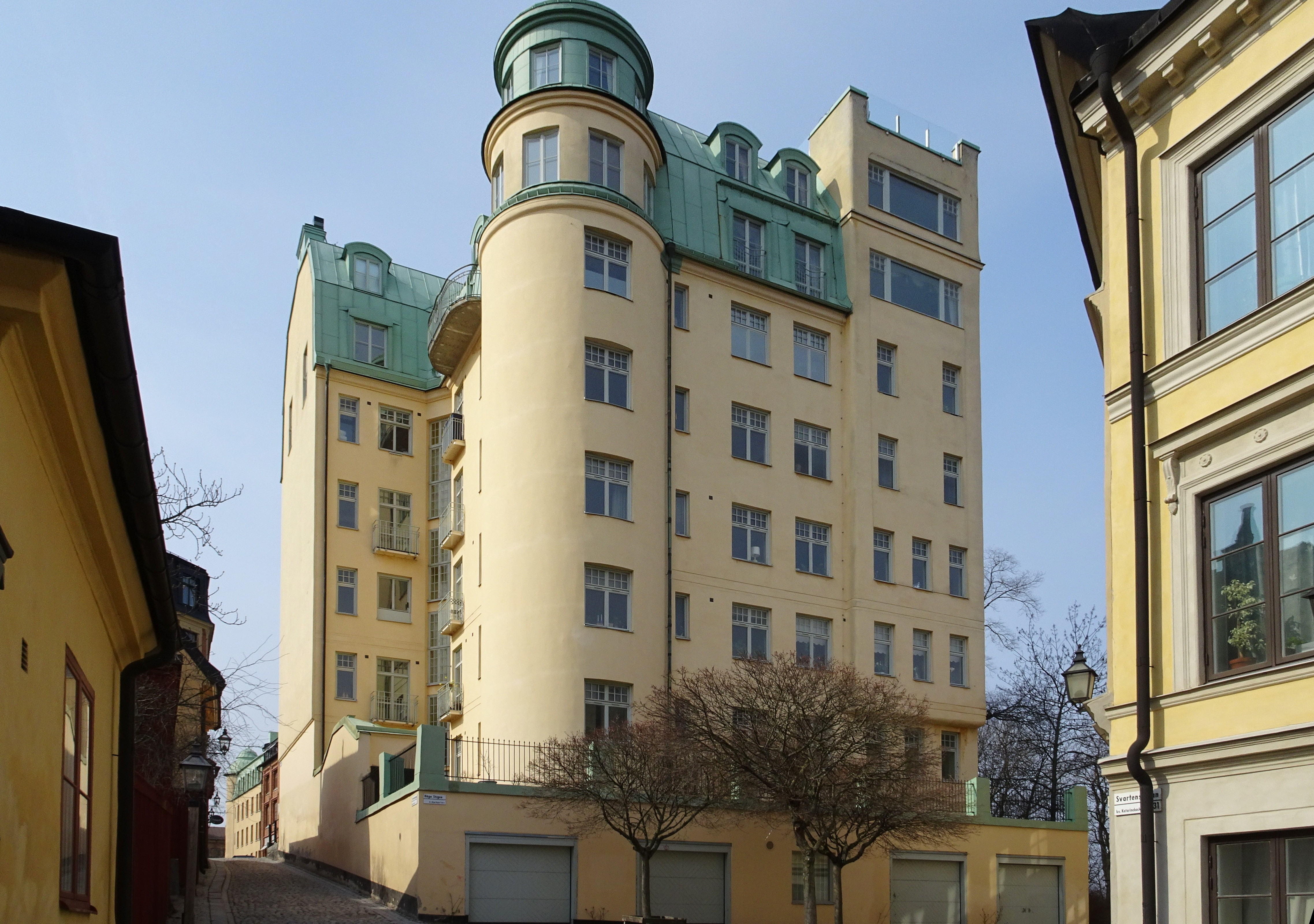
Haus Fiskargatan 9, Lisbeth Salanders neue Adresse im Roman

Lisbeth Salander hat sich mit dem Geld, das sie sich in Verblendung angeeignet hat, neben einer Schönheitsoperation einen längeren Luxusurlaub geleistet. Nach ihrer Rückkehr nach Schweden kauft sie ein Luxusapartment in Stockholm und bezieht es, jedoch ohne sich dort anzumelden. Um bei ihrem rechtlichen Betreuer Bjurman nach dem rechten zu sehen, dringt Lisbeth in seine Wohnung ein, durchsucht seine Unterlagen und findet dabei auch die Waffe des Rechtsanwalts, legt sie aber wieder zurück.
Anwalt Bjurman hatte sich mit einem großen, blonden Mann getroffen und diesen beauftragt, den Film zu besorgen, den Lisbeth von seinem Übergriff erstellt hat.
Lisbeth besucht ihren ehemaligen Vormund Palmgren, der einen Schlaganfall erlitten hat, und unterstützt ihn bei der Reha.
Der junge Journalist Dag Svensson hat zu russisch-schwedischem Mädchenhandel recherchiert und bietet dieses Material dem Magazin Millennium an. Offensichtlich waren auch Mitarbeiter der schwedischen Sicherheitspolizei sowie diverse Amts- und Würdenträger der schwedischen Gesellschaft unter den Freiern, die sich durch Geschlechtsverkehr mit Minderjährigen und Gewalt gegenüber den zur Prostitution gezwungenen Frauen strafbar gemacht haben. Bald darauf findet Mikael Dag und dessen Freundin, die Kriminalistin Mia Bergmann, die zum gleichen Thema eine Doktorarbeit verfasst hat, ermordet in ihrer Wohnung auf. Die Polizei verdächtigt Lisbeth, weil sie deren Fingerabdrücke auf der Tatwaffe gefunden hat. Diese gehört Bjurman. Als die ermittelnde Beamtin Modig den Anwalt befragen will, findet sie ihn ebenfalls ermordet auf. Auch bei diesem Mord fällt ein dringender Verdacht auf Lisbeth Salander, gegen die in den Medien eine vom leitenden Staatsanwalt angezettelte Medienkampagne läuft.
Mikael Blomkvist versucht, Lisbeth vor den polizeilichen Ermittlern aufzuspüren. Er wird Zeuge, wie sie von einem Unbekannten auf der Straße angegriffen wird, doch gelingt es Salander, zu entfliehen, und sie bleibt auch für Mikael unauffindbar. Dieser bittet darauf den Ex-Boxprofi Paolo Roberto, der früher mit Lisbeth trainiert hat, über deren Freundin Miriam „Mimmi“ Wu Kontakt zu Lisbeth herzustellen. Mimmi hat inzwischen die Wohnung von Lisbeth übernommen. Auf der Straße vor dieser Wohnung wird Paolo Zeuge, wie ein blonder Hüne Mimmi trotz heftiger Gegenwehr entführt. Paolo folgt dem Fahrzeug des Entführers zu einer abseits gelegenen Scheune. Hier beobachtet er, wie der Hüne versucht, von Miriam gewaltsam Lisbeths Aufenthaltsort zu erpressen. Als Paolo eingreift, entwickelt sich ein Boxkampf zwischen ihm und dem Blonden. Dabei erleiden sowohl er als auch Miriam, die ebenfalls in den Kampf einsteigt, schwere Verletzungen, doch schaffen es die beiden, zu fliehen.
Mikael gelingt es, mit Lisbeth Kontakt aufzunehmen, da sich diese als versierte Hackerin Zugang zu seinem Computer verschafft hat, und erhält von ihr einzelne Hinweise.
Lisbeth vermutet ihre Akte im Wochenendhaus von Bjurman, das der blonde Hüne bereits erfolglos durchsucht hat. Sie fährt mit dem Bus dorthin und kann auf dem Dachboden ihre Akte entdecken, aus der sie erfährt, dass Zalatschenko ihr Vater ist. Als Lisbeth gerade wieder aufbrechen will, treffen zwei von dem Blonden beauftragte Kriminelle mit ihren Motorrädern auf dem Grundstück ein, um das Haus anzuzünden und alle Zeugnisse, die auf eine Verbindung zwischen Zalatschenko und Bjurman hinweisen könnten, zu vernichten. Sie werden durch die Anwesenheit Lisbeth Salanders überrascht. Lisbeth gelingt es, der drohenden Überwältigung und Vergewaltigung durch die beiden zu entgehen: Sie lenkt den einen durch Pfefferspray ab und streckt ihn durch einen Tritt in die Genitalien zu Boden. Der andere kommt hinzu und wird von Lisbeth durch einen Elektroschocker im Genitalbereich kampfunfähig gemacht. Als Ersterer wieder aufsteht, schießt sie ihm in den Fuß.
Blomkvist erfährt zeitgleich bei einem Besuch bei Palmgren, dass Zalatschenko Lisbeths Vater ist. Im Alter von zwölf Jahren hat sie, um ihre Mutter vor seinen Misshandlungen zu schützen, ihn mit einem Brandsatz angegriffen und schwer verletzt, woraufhin sie in die geschlossene Kinderpsychiatrie eingewiesen wurde. Von dem kriminellen Polizisten Björck erpresst Mikael weitere Informationen; so erfährt er, dass Zalatschenko ein ehemaliger sowjetischer GRU-Agent ist, der sich 1976 nach Schweden abgesetzt hatte und dort von der Sicherheitspolizei alimentiert wurde.
Lisbeth setzt sich auf die Spur des Blonden. Über das Kennzeichen ermittelt sie eine Autovermietung und zwingt einen Angestellten, die Anmietdaten des Fahrzeugs herauszugeben, das der Hüne verwendet hat. Sie erfährt, dass dieser Ronald Niedermann heißt, fährt allein zum Bauernhof ihres Vaters und dringt mit einer Pistole bewaffnet in dessen Haus ein. Dort wird sie jedoch von Niedermann überwältigt, der aufgrund einer Überwachungskamera vorgewarnt worden war.
Derweil hat Mikael dank eines Zahlungsbelegs in Lisbeths Postschließfach, zu dem er sich den Schlüssel beschafft hatte, deren neue Luxuswohnung gefunden und dort Hinweise darauf entdeckt, dass Lisbeth sich aufgemacht hat, ihren Vater aufzusuchen. In der Zwischenzeit ist es einer Mitarbeiterin von Millennium gelungen, den mutmaßlichen Wohnort von Zalatschenko zu eruieren, einen Bauernhof in Westschweden. Mikael macht sich ebenfalls auf den Weg, verzichtet jedoch darauf, die Polizei zu informieren, weil Lisbeth Salander immer noch steckbrieflich gesucht wird.
Bei einer Unterredung mit ihrem Vater erfährt Lisbeth, dass Niedermann ihr Halbbruder ist. Der hebt auf Anweisung des Vaters ein Grab für sie aus, und Vater nebst Sohn führen sie ins Freie, um sie dort zu erschießen. Kurz gelingt es ihr zu entkommen, doch ihr Vater streckt sie mit drei Schüssen nieder. Niedermann legt sie in das ausgehobene Grab, und schüttet dieses zu, um sie lebendig zu begraben. Trotz ihrer schweren Verletzungen kann Lisbeth sich jedoch befreien und zum Bauernhof zurückkehren. In einem Schuppen sucht sie nach Benzin, als plötzlich ihr Vater auftaucht. Sie greift ihn mit einer Axt an und nimmt dem Schwerverletzten die Pistole ab. Kaum noch bewegungsfähig und blutüberströmt, kann sie noch einige Schüsse auf Niedermann abgeben. Obwohl sie ihn nicht trifft, flieht Niedermann aus Angst vor der vermeintlichen Wiedergängerin. Mikael begegnet ihm auf der Landstraße, bedroht ihn mit einer Pistole und fesselt ihn an ein Verkehrsschild. Endlich trifft Mikael auf dem Hof ein, findet die Verletzten und ruft den Rettungsdienst.

## Adaptionen

### Verfilmung
Der Roman wurde 2009 mit Mikael Nyqvist und Noomi Rapace in den Hauptrollen unter dem Titel Verdammnis verfilmt.

### Hörspiel
Auf Deutsch liegt der Roman in einer Hörspiel-Fassung auf Tonträger in einer Produktion des WDR vor mit Ulrich Matthes, Sylvester Groth und Anna Thalbach. Dieses Hörspiel wurde 2010 vom Kölner Verlag Random House Audio auf Tonträger veröffentlicht.

### Hörbuch
Verdammnis erschien 2009 als gekürzte Lesung auf Tonträgern. Gelesen wurde der Titel von Dietmar Bär. Die Übersetzung erfolgte aus dem Schwedischen von Wibke Kuhn. Für die Lesefassung und Regie zeichneten Thomas Krüger sowie der Verleger Schall & Wahn aus Bergisch Gladbach verantwortlich. 2012 erschien bei Audible eine ungekürzte Version, gelesen von Dietmar Wunder.

## Ausgaben
- Verdammnis. Übers. von Wibke Kuhn. München 2007. ISBN 978-3-453-01360-5.
- Verdammnis. Heyne-Taschenbuch, München 2010, ISBN 978-3-453-50386-1.